# Alexander Julius Schindler
Alexander Julius Schindler, pseudonym Julius von der Traun (26. září 1818 Vídeň – 16. března 1885 Vídeň), byl rakouský spisovatel a politik německé národnosti, v 2. polovině 19. století poslanec Říšské rady.

## Biografie
Jeho synovcem byl malíř Emil Julius Schindler. Pocházel z rodiny obchodníka. Alexander Julius navštěvoval piaristické gymnázium a Schottengymnasium ve Vídni. V letech 1833–1835 a 1838–1839 pak navštěvoval přednášky z filozofie na Vídeňské univerzitě a měl v plánu nastoupit na lékařskou fakultu. Kromě toho v letech 1835–1836 navštěvoval vídeňskou polytechniku. Nakonec po dva roky pracoval v otcově firmě ve Fischamendu. Od roku 1838 byl zaměstnaný jako chemik v nově zřízené kartounce v Steyru. Od roku 1835 působil jako spisovatel. V letech 1839–1843 absolvoval práva na Vídeňské univerzitě. Byl tehdy veřejně aktivní v literárně-politickém kruhu okolo Johanna von Bergera, Karla Isidora Becka, Moritze Hartmanna, Ferdinanda Sautera a dalších. Od roku 1844 žil opět ve Steyru. Pracoval jako praktikant u zdejšího magistrátu a od roku 1845 byl úředníkem v Gmundenu. V letech 1845–1846 působil jako justiciár na knížecím panském soudu při zámku Steyr. Přes svého pána, Gustava Lamberga, se tehdy zapojil i do politických debat liberálních osobností novinářského a literárního života. V letech 1847–1848 pobýval v Praze, kde spolupracoval s Ignazem Kurandou a Franzem Schuselkou. Během revolučního roku 1848 vydával populární Zwanglose Blätter für Oberösterreich.
Po zrušení panských soudů se snažil najít uplatnění v státní správě, ale z politických důvodů byl vykázán z Horních Rakous. Od roku 1850 působil jako zástupce státního návladního ve štýrském Leobenu, od roku 1852 byl státním návladním v Štýrském Hradci. Roku 1854 byl propuštěn ze státních služeb. Žil pak v Salcburku a chtěl být advokátem a notářem. V roce 1856 nastoupil jako správce na hraběcí statek v korutanském Wolfsbergu. V roce 1859 přesídlil do Vídně, kde se stal tajemníkem pojišťovny Vindobona. Od roku 1860 byl členem Umělecké jednoty ve Vídni.
Po obnovení ústavní vlády se zapojil i do politiky. Od března 1861 byl poslancem Dolnorakouského zemského sněmu. Zemský sněm ho v dubnu 1861 delegoval i do Říšské rady (tehdy ještě volené nepřímo) za Dolní Rakousy (kurie městská, obvod Vídeň-Neubau). K roku 1861 se uvádí jako notář, bytem ve Vídni. 16. ledna 1862 získal oficiálně svolení s výkonem profese notáře. Zemský sněm ho do Říšské rady delegoval opět v únoru 1867.
Profiloval se jako příslušník německorakouské liberální levice (takzvaná Ústavní strana, liberálně a centralisticky orientovaná, odmítající federalistické aspirace neněmeckých etnik). Byl odpůrcem klerikálů. Jeho protivníkem byl zejména tyrolský konzervativec Josef Greuter. Odmítal tělesné tresty v justici. Vynikal coby zdatný parlamentní řečník.
Roku 1870 se po ztrátě poslaneckého mandátu stáhl do soukromí a opětovně se zaměřil na literární činnost. Zdědil zámek Leopoldskron u Salcburku a učinil z něj místo setkávání literátů. Kvůli zdravotním obtížím se roku 1883 ovšem trvale přestěhoval do Vídně.